# Alcoy, Cebu
Alcoy là một đô thị hạng 5 ở tỉnh Cebu, Philippines. Theo điều tra dân số năm 2007, đô thị này có dân số 14.571 người. Đô thị này có cự ly 93 so với Thành phố Cebu. Các đô thị giáp ranh: Dalaguete về phía bắc, Boljoon về phía nam, Badian và Alegria về phía tây, và eo biển Cebu về phía đông.

## Các đơn vị dân cư
Alcoy được chia thành các đơn vị hành chính gồm 8 khu dân cư (khu phố) (barangay).
- Atabay
- Daan-Lungsod
- Guiwang
- Nug-as
- Pasol
- Poblacion
- Pugalo
- San Agustin